# Hagen (Apenburg-Winterfeld)
Hagen ist ein Ortsteil des Fleckens Apenburg-Winterfeld im Altmarkkreis Salzwedel in Sachsen-Anhalt.

## Geographie
Hagen, ein kurzes Straßendorf mit Kirche, liegt etwa 11 km südlich der Kreisstadt Salzwedel in der Altmark an der Purnitz zwischen den Bundesstraßen 248 im Westen und 71 im Osten.
Nachbarorte sind Valfitz im Westen, Schieben im Nordwesten, Altensalzwedel im Nordosten, Saalfeld im Osten und Klein Gischau im Südwesten.

## Geschichte

### Mittelalter bis Neuzeit
Im Personennamen Tylo de Hoghe aus den Jahren 1329/1330 könnte der Ortsname erstmals bezeugt sein. Im Landbuch der Mark Brandenburg von 1375 wird das Dorf als Hogen aufgeführt und gehörte dem Kloster Dambeck. Die Familie von Bartensleben hatte hier Einkünfte. Weitere Nennungen sind 1492 Item tom hagenn, 1687 Hagen und 1804 Hagen, Dorf mit Lehnschulze und 6 Ganzbauern.
Bei der Bodenreform wurden 1945 ermittelt: 15 Besitzungen unter 100 Hektar hatten zusammen 345, eine Kirchenbesitzung hatte 1 Hektar Land, genauso wie die Gemeinde. 1960 gab es in Hagen eine Landwirtschaftliche Produktionsgenossenschaft, die LPG „Wiesengrund“.

### Ersterwähnung 1215
Am 27. Dezember 1215 war Henricus de Hagen unter den Zeugen einer Schenkung an das Kloster Mariensee. Der Historiker Peter Rohrlach erläutert, dass die Angabe der erstmaligen Nennung im Jahre 1215 für Hagen von Hermes und Weigelt sowie von Wilhelm Zahn sich nur auf einen Familiennamen Hagen beziehen kann.

### Herkunft des Ortsnamens
Der Ortsname wird zurückgeführt auf das Grundwort Hag für „umfriedetes Gelände“.

### Eingemeindungen
Ursprünglich gehörte das Dorf zum Salzwedelischen Kreis der Mark Brandenburg in der Altmark. Von 1807 bis 1813 lag es im Kanton Beetzendorf auf dem Territorium des napoleonischen Königreichs Westphalen. Nach weiteren Änderungen kam die Gemeinde 1816 zum Kreis Salzwedel, dem späteren Landkreis Salzwedel.
Am 20. Juli 1950 wurde die Gemeinde Hagen in die Gemeinde Altensalzwedel eingemeindet, die sich zum 1. Juli 2009 auflöste und in dem neugebildeten Flecken Apenburg-Winterfeld aufging. So wurde Hagen ein Ortsteil von Apenburg-Winterfeld.

### Einwohnerentwicklung
| Jahr | Einwohner |
| ---- | --------- |
| 1734 | 55        |
| 1772 | 64        |
| 1789 | 76        |
| 1798 | 64        |
| 1801 | 66        |
| 1818 | 51        |

| Jahr | Einwohner |
| ---- | --------- |
| 1840 | 136       |
| 1864 | 115       |
| 1871 | 120       |
| 1885 | 122       |
| 1892 | [00]120   |
| 1895 | 112       |

| Jahr | Einwohner |
| ---- | --------- |
| 1900 | [00]101   |
| 1905 | 101       |
| 1910 | [00]110   |
| 1925 | 105       |
| 1939 | 079       |
| 1946 | 140       |

| Jahr | Einwohner |
| ---- | --------- |
| 2015 | [00]66    |
| 2018 | [00]67    |
| 2020 | [00]70    |
| 2021 | [00]76    |
| 2022 | [00]78    |
| 2023 | [0]75     |

Quelle, wenn nicht angegeben, bis 1946

## Religion
Die evangelische Kirchengemeinde Hagen, die früher zur Pfarrei Altensalzwedel gehörte, wird heute betreut vom Pfarrbereich Apenburg des Kirchenkreises Salzwedel im Bischofssprengel Magdeburg der Evangelischen Kirche in Mitteldeutschland.
Die historischen Überlieferungen in Kirchenbüchern für Altensalzwedel beginnen im Jahre 1649.

## Kultur und Sehenswürdigkeiten

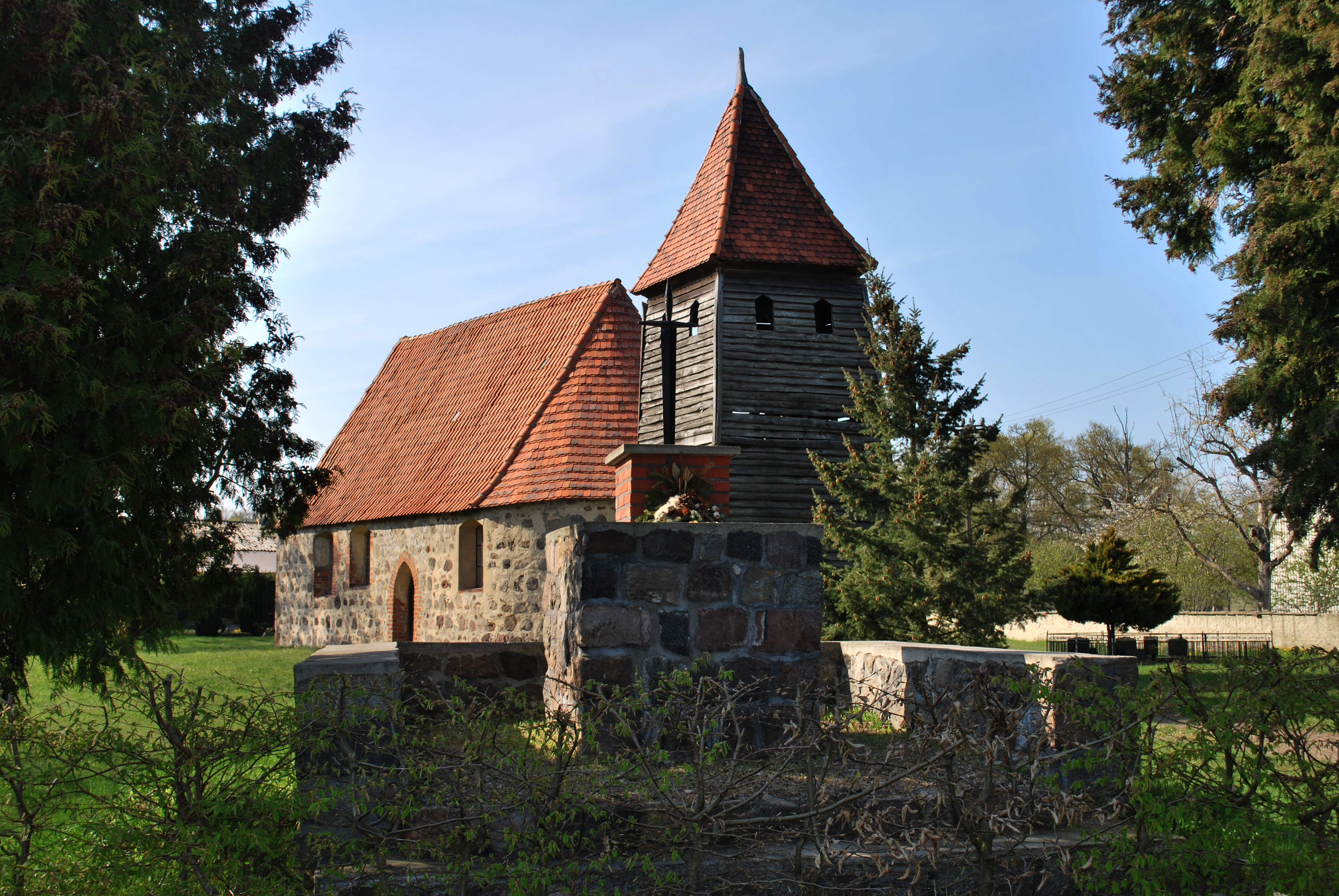
Dorfkirche Hagen mit Denkmal

### Kirche
- Die evangelische Dorfkirche Hagen, ein Feldsteinbau mit rechteckigem Saal mit einem halbrunden Ostschluss, wurde Ende des 13. oder in der ersten Hälfte des 14. Jahrhunderts erbaut. Eine Besonderheit ist der verbretterte Holzturm östlich vor der Kirche.[11]
- Sie ist eine der acht „verkehrten Kirchen“ der Altmark, deren Kirchturm statt nach Westen in Richtung Osten weist.[20]
- Das Altarbild der Kirche stammt aus dem Jahr 1697 und zeigt Maria, die wie eine altmärkische Bäuerin im 17. Jahrhundert gekleidet ist. Die im Hintergrund des Altarbildes zu erkennende Stadt deutet in ihrer Silhouette ebenfalls altmärkische Elemente an, es könnte sich demnach um das nahegelegene Salzwedel handeln.[21]
- Bei der Renovierung des Innenraumes im Jahre 1972 wurde ein Zyklus mittelalterlicher Wandmalereien freigelegt. Am Nordende ist in unbeholfener Weise ein vierfüßiges Tier mit einer Art Fahne dargestellt, das ein Lamm mit einer Christusfahne darstellt. Auf der gegenüberliegenden Seite ist ein löwenartiges Tier zu sehen, aus dessen Maul ein Gefäß mit Kette ragt, möglicherweise ein Weihrauchfass.[21][11]

### Friedhof
- Die Kirche ist vom Friedhof des Dorfes umgeben.
- Auf dem Friedhof befindet sich ein Grab für einen im Zweiten Weltkrieg umgekommenen russischen Zwangsarbeiter.
- Neben der Kirche steht ein Denkmal für die Gefallenen des Ersten Weltkrieges, ein abgestufter ummauerter Feldsteinblock in dessen Spitze ein Schwert steckt.[22]